# EDeveloper
MAGIC eDeveloper es un lenguaje interpretado de 4GL multiplataforma que no posee código sino que está orientado a tablas y eventos. A diferencia de los lenguajes de programación convencionales, las aplicaciones se diseñan en función de un conjunto predefinido de reglas que deben ser seguidas, no procedimientos que deben ser ejecutados. En otras palabras, las aplicaciones son creadas describiéndolas, no programándolas. 
Actualmente se denomina eDeveloper, con una tecnología completamente nueva orientada también a soluciones para Internet y el desarrollo de aplicaciones compuestas.

## Sin código
La característica principal de este entorno de programación, orientado a base de datos, es que no posee código (entendiéndose archivos de texto estructurado mediante un lenguaje que luego será interpretado).
Toda la programación se realiza definiendo objetos (generalmente en modo visual o de ventanas) con tablas que los van relacionando.
El Engine de Magic contiene el 90% de las instrucciones requeridas para la ejecución de la mayoría de las aplicaciones a desarrollar. Esto significa que el desarrollador solo requiere describir el 10% restante de la lógica de la aplicación, permitiéndole crear aplicaciones con mayor rapidez.
Tiene gran potencia y una curva de aprendizaje asombrosa, por lo que es considerado un lenguaje RAD.

## Runtime
En un solo paso o "proceso", el código que haya sido capturado por el programador, puede ser ejecutado inmediatamente por el Engine o Runtime de eDeveloper sin procedimientos intermedios como compilar, encadenar, etc.
Como resultado se tiene:
- Compiladores y encadenadores son eliminados del proceso de desarrollo.
- El desarrollador se concentra en la funcionalidad y la lógica del negocio. El enfoque se orienta a "qué hacer" y no en "cómo hacerlo" con código de bajo nivel.
- Cada parte de la aplicación puede ser probada en el momento en que ha sido descrita.

Por lo tanto, se facilita que el usuario final pueda participar activamente en el desarrollo del prototipo de la aplicación.

## Arquitectura orientada a servicios
Con Magic eDeveloper puede crear aplicaciones compuestas y dar el paso hacia una «arquitectura orientada a servicios» (SOA). Las aplicaciones de Magic eDeveloper pueden ser integradas completamente a ambientes J2EE, creando EJB's (Enterprise Java Beans) automáticamente, además de soportar Applets de Java. Los desarrolladores no requieren de ningún conocimiento en Java.
Magic eDeveloper permite la integración con el ambiente .NET, soporte de servicios Web usando XML y SOAP, puede ser proveedor y consumidor de servicios Web. Completa integración con Servidores de Aplicaciones: WebSphere, WebLogic, SUN One y Oracle.

## Base de datos
Como un producto de sistemas abiertos, eDeveloper está diseñado para trabajar con la mayoría de los Sistemas Administradores de Bases de Datos Relacionales (RDBMS), Sistemas Administradores de Archivos (ISAM) y archivos XML. Esto se logra a través de los módulos específicos de entrada (gateways) a la base de datos para cada sistema de RDBMS y sistemas de legado. Estos Gateways de eDeveloper para bases de datos sirven como los puentes a través de los cuales los desarrolladores eDeveloper pueden tener acceso a varias bases de datos de múltiples proveedores.
eDeveloper ofrece una de las gamas más amplias de la industria para soporte de bases de datos específicas y ODBC tanto para el cliente como para el servidor. Las bases de datos soportadas son: Oracle, Microsoft SQL Server, MySQL, DB2, AS400, Pervasive y ODBC 3.0

## Sitio oficial de la empresa
http://www.magicsoftware.com

## Foro de Ayuda en Español
https://web.archive.org/web/20080604040315/http://www.proasistemas.com/xewq34frbt50o87q/

## Grupo de usuarios en inglés
http://groups.yahoo.com/group/magicu-l/
- Datos: Q959489